# IOC 공인 국제 스포츠 연맹 협회
IOC 공인 국제 스포츠 연맹 협회(Association of IOC Recognised International Sports Federations)는 국제 올림픽 위원회(IOC)에 승인된 국제 경기 연맹(IF)이 가입 하는 비정부·비영리 스포츠 조직이다. 1983년에 설립되었다.